# Charles Coote, I conde de Mountrath

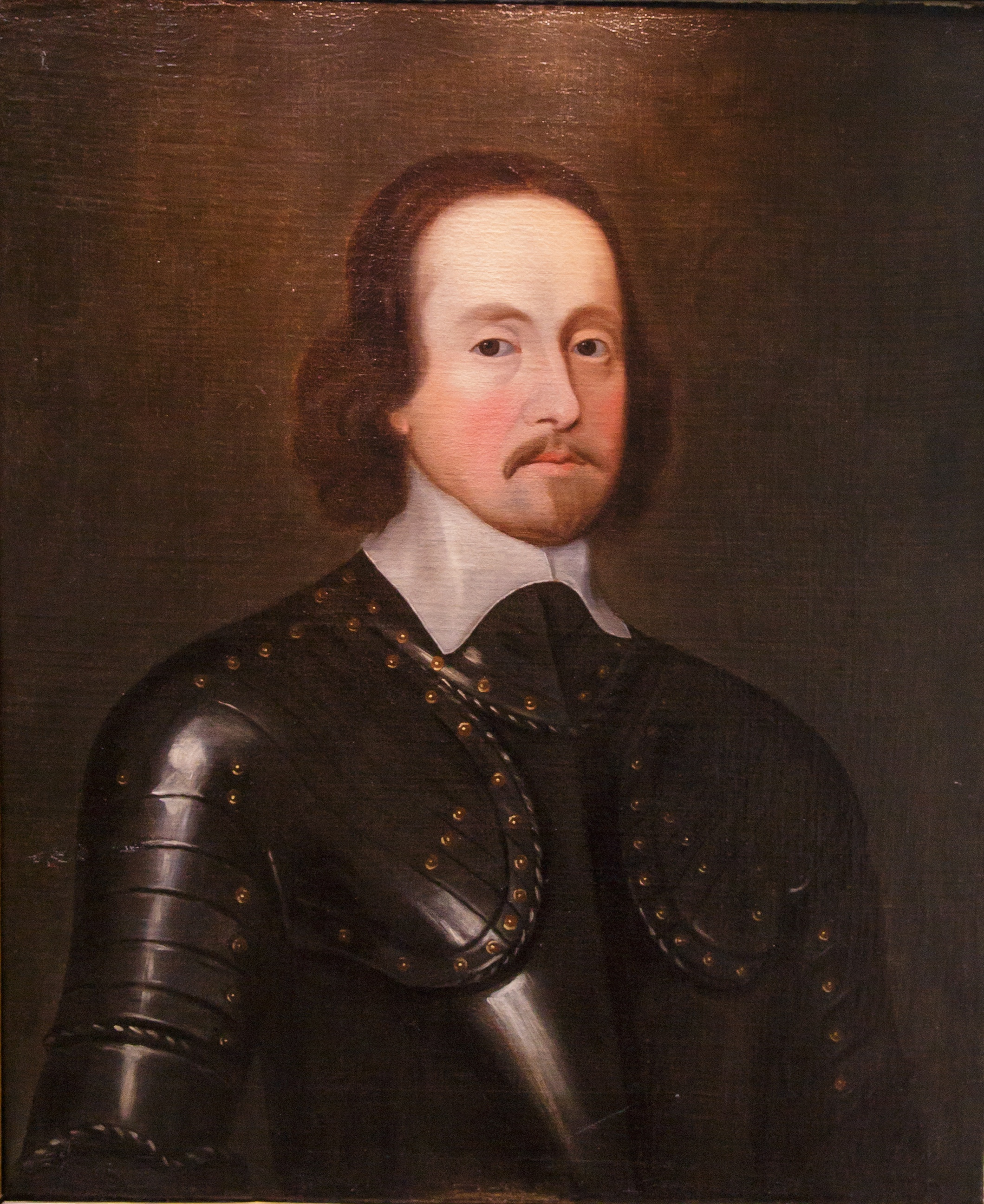
Círculo de William Dobson, Sir Charles Coote, II Baronet, ca. 1642, antes de ser elevado a noble, en Ballyfin Demesne

Charles Coote, I conde de Mountrath (c. 1610 – 17 de diciembre de 1661) fue un noble Anglo-irlandés, hijo de Sir Charles Coote, I Baronet, y Dorothea Cuffe, el primero un veterano inglés de la Batalla de Kinsale (1601) que se asentó posteriormente en Irlanda.

## Rebelión irlandesa y Guerra Civil
El joven Coote se convirtió en Parlamentario por Leitrim en el Parlamento irlandés entre 1634 y 1635 y otra vez en 1640, un año antes del estallido de la rebelión irlandesa de 1641. Su padre participó activamente en la supresión de los insurgentes irlandeses en 1642, atacando Clontarf y el Condado de Wicklow a finales de 1641 en la murieron muchos civiles; murió en combate durante la defensa de Trim en mayo de 1642.
Tras la muerte de su padre, Charles Coote también mandó algunas de las fuerzas del Rey bajo el mando de Ormonde contra el ejército Confederado, pero fue capturado durante la defensa de una fortificación en el Curragh de Kildare por un ejército irlandés dirigido por el conde de Castlehaven. Fue liberado durante la tregua de 1643.
En este tiempo Coote viajó a Inglaterra con otros protestantes para exigir la aplicación de medidas duras contra los católicos y el fin de la tregua. En Dublin, el Arzobispo James Ussher condenó el extremismo de Coote y sus socios, pero Coote no cejó. El Rey, sin embargo, ignoró estas demandas y Coote se unió a los Parliamentaristas. Coote fue nombrado comandante de Connacht por los Parliamentaristas en 1645. Operando desde el Úlster occidental, arrasó el noroeste de la provincia en los dos años siguientes.

## La conquista de Cromwell
La ejecución de Carlos I en 1649 provocó que las fuerzas protestantes escocesas en el Úlster se unieran a la coalición realista liderada por el Duque de Ormond, dejando aislando a Coote. Coote defendió Derry contra un prolongado asedio entre marzo y agosto de 1649 con la inesperada ayuda del ejército Confederado del Úlster que estaba mandado por Owen Roe O'Neill. Después de que el New Model Army de Cromwell capturara Drogheda, una fuerza de varios miles de Parliamentaristas mandados por Robert Venables se dirigió al norte dentro del Úlster, donde se unió a Coote para destruir a los realistas escoceses en la Batalla de Lisnagarvey. A comienzos de 1650, sin embargo, el ejército irlandés del Úlster (ahora bajo Heber MacMahon, ya que O'Neill había muerto unos meses antes) comenzó a actuar de nuevo, forzando a Coote a defenderse. Tras recibir refuerzos, avanzó sobre el ejército irlandés y lo derrotó totalmente en Scarrifholis, matando a unos 2000 soldados y sin hacer prisioneros. Después, Coote intentó tomar Charlemont, que era defendido por los restos del ejército del Úlster, pero sufrió importantes bajas antes de lograr la rendición de la plaza. Tras haber pacificado el Úlster, en junio de 1651 avanzó sobre Athlone desde el noroeste, eludiendo una fuerza de bloqueo. Con este movimiento alcanzó la ciudad; la población disponía de un puente de piedra sobre el Shannon que abrió Connacht a los Parlamentaristas. Dirigió el asedio de Galway entre el invierno de 1651 y abril de 1652.
Coote heredó las tierras de su padre en las midland de Irlanda.

## Restauración
En diciembre de 1659, Coote participó en un golpe contra el gobierno, tomando el Castillo de Dublín. En febrero de 1660  envió un representante a Carlos II, invitándole a hacer un intento en Irlanda. Coote fue una figura central en el Parlamento de la Convención. Tras la Restauración, Carlos II le ennobleció como Conde de Mountrath en 1660 como recompensa por su apoyo.
En los últimos meses de su vida, fue uno de los tres hombres más poderosos en Irlanda, al ser nombrado por el rey Lord Justicia de Irlanda, junto con Roger Boyle, conde de Orrery y Sir Maurice Eustace. Durante el ejercicio del Duque de Ormond como Lord teniente de Irlanda, los Lords Justicia actuaron como gobierno interino. Aun así, las profundas divisiones entre los tres Justicias, especialmente sobre si se debía permitir recuperar sus tierras a los católicos, afectaron seriamente la efectividad de su gobierno.
Construyó Rush Hall cerca de Mountrath, que sería la residencia principal de la familia durante varias generaciones.
Coote murió de viruela en 1661 y fue enterrado en Christchurch Catedral, Dublín.

## Familia
Se casó en primeras nupcias con Mary Rushe, hija de Sir Francis Rushe y luego con Jane Hannay, hija de Sir Robert Hannay y tuvo descendencia con ambas mujeres, incluyendo a Charles que heredó su título.